# 法蘭克·施維斯達
法蘭克·克勞迪·施維斯達（1967年4月5日—）是法國前職業足球員，司職中堅。
在他的職業生涯中，曾在兩個國家和六間不同的球會度過，他在700多場正式比賽中上陣。作為法國國腳三年，施維斯達代表國家隊參加1992年歐洲國家盃。

## 球員生涯
施維斯達出生於巴黎，1985年在索察開始他的職業生涯。18歲時他成為無可爭議的正選球員，他在1987年見證球會降班到法乙，但很快就升回法甲聯賽 次年也進入法國盃決賽，但輸給梅斯。施維斯達在1988年與法國U21隊一起贏得U21歐洲國家盃冠軍。
1989年，沒有為大球會效力的施維斯達第一次接到國家隊主教練米歇爾·柏天尼的征召入國家隊，在對陣愛爾蘭的比賽中完成他的國家隊首次上陣；他還入選參加1992年歐洲國家盃，但隨著法國隊小組賽出局，他一直坐在替補席上——他總共出場11次，最後一次恰好亦是1992年。
施維斯達在1993年夏天與居伊·魯帶領的歐塞爾簽約，彌補威廉·普呂尼耶離開後的位置。在他效力時於由於有隊友荷蘭球星弗蘭克·維爾拉特、羅倫特·白蘭斯和弗雷德里克·丹祖組成的球隊，他們贏得兩次國內盃賽和一次聯賽冠軍，包括歷史性的1995-96賽季雙冠王，還參加了歐冠盃。
1998年，施維斯達轉會至蒙彼利埃，在那裡他再次成為無可爭議的首發球員，並最終成為球隊隊長。在蒙彼利埃的第三年，他幫助球隊重返頂級聯賽，射入職業生涯最好的9個入球（33場比賽）的紀錄；最終，在2003年1月，他離開蒙彼利埃加盟巴斯蒂亞，為輕鬆擺脫降班危機作出貢獻。
已經36歲的施維斯達獲得他第一次出國經歷，他加入奧地利球會格拉茨，在那裡他繼續定期出場，儘管沒有獲得任何獎盃。2006年1月，他簽約他足球生涯最後一家球會，法乙球會塞特，但卻未能幫助球會保持聯賽地位，並在總共參加638場聯賽的情況下退役。

## 榮譽
索察
- 法乙：1987–88[2]
- 法國盃亞軍：1987–88

歐塞爾
- 法甲：1995–96[2]
- 法國盃：1993–94及1995–96[2]

蒙彼利埃
- 圖圖盃：1999[3]

法國U21
- U21歐洲國家盃：1988（英语：1988 UEFA European Under-21 Championship）

## 外部連結
- Franck SILVESTRE （页面存档备份，存于）於法國足球總會（法語）
- 法国足球协会上的 法蘭克·施維斯達 （法文） 存档于webarchive.org.
- AJ Auxerre statistics （法語）
- AJ Auxerre archives （法語）
- 法蘭克·施維斯達在 National-Football-Teams.com 上的出场纪录